# Walther Keller

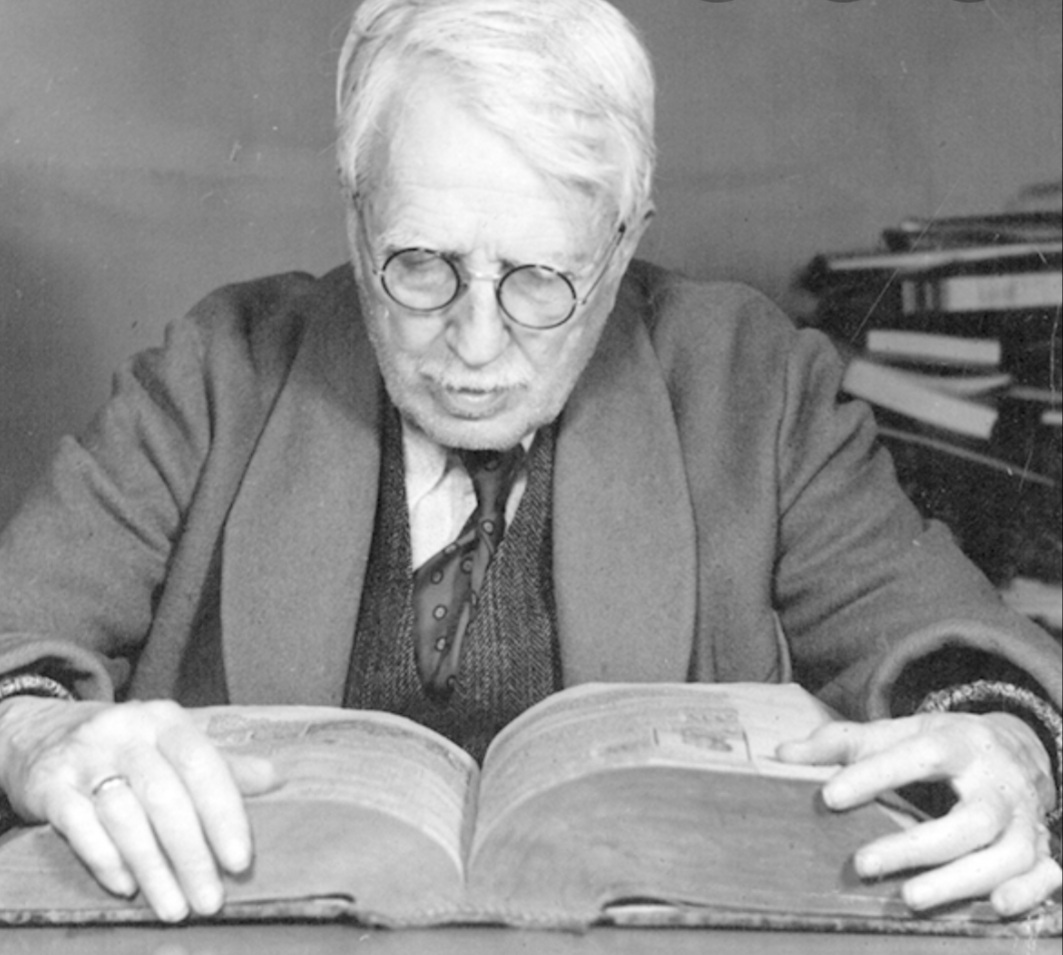
Walther Keller bei der Arbeit in seinem Bürozimmer in Stuttgart

Rudolf Walther Eduard Liebegott Keller (* 30. April 1869 in Stuttgart; † 30. März 1952 ebenda) war ein deutscher Verleger.

## Leben
Walther Keller, Sohn des Kaufmanns Rudolf Keller (1838–1904) sowie der aus Tübingen stammenden Emma (geb. Schuler, 1845–1878), absolvierte nach abgelegtem Abitur eine Buchhändlerlehre in Stuttgart. Nach einer Gehilfentätigkeit in der Schragschen Buchhandlung in Nürnberg bildete sich Keller in Stuttgart und Paris weiter, wo er zudem Vorlesungen und Kurse an der Technischen Hochschule beziehungsweise Sorbonne belegte. 
1893 erwarb Keller zusammen mit Euchar Nehmann die angeschlagene Franckh’sche Verlagshandlung in Stuttgart. Nachdem Keller zunächst die literarische Auslegung des Verlags beibehalten hatte, wandte er sich nach der Gründung der Kosmos-Gesellschaft der Naturfreunde im Jahr 1903 und der ein Jahr danach erfolgten Herausgabe der Zeitschrift Kosmos ausschließlich den Naturwissenschaften zu. Der Erfolg der Zeitschrift, die die naturwissenschaftlichen Erkenntnisse und Fortschritte einer breiten Leserschaft naheführen wollte, war enorm. Im Jahr 1912 waren bereits mehr als 100 000 Abonnenten registriert. 1939 beschäftigte der Verlag Franckh über 300 Mitarbeiter, die die Leser des Kosmos unter anderem mit Selbstbau-Fernrohren, Mikroskopen sowie verschiedenen Kosmos-Baukästen und -Lehrspielzeugen versorgten.
Der 1916 zum Hofrat ernannte Walther Keller, der nach 1945 noch den Wiederaufbau und -aufstieg des im Krieg zerstörten Verlags miterlebte, verstarb 1952 einen Monat vor Vollendung seines 83. Lebensjahres in Stuttgart. 

## Familie
Am 23. April 1898 heiratete Walther Keller in der Stuttgarter Hofkirche die 1875 in Köln geborene Paula Regensberg, eine Tochter des Redakteurs Friedrich Regensberg. Aus dieser Ehe gingen zwei Töchter und drei Söhne hervor. Sein Sohn Rolf übernahm 1950 die Leitung der Franckh’schen Verlagshandlung W. Keller & Co., die er bis zu seinem Tod 1987 innehatte. Ein weiterer Sohn war der Verleger, Fotograf, Druckereileiter und Kunstsammler Dieter Keller (geb. 1909 in Stuttgart, gest. 1985 ebenda).